# 沼田やすひろ
沼田 やすひろ（ぬまた やすひろ、沼田康博、1962年9月26日 - ）は、日本の脚本家である。

## 略歴・人物
神奈川県横浜市出身。水野プロダクションでの玩具業界と出版業界を繋ぐキャラクター・ビジネス経験の後、作家・長谷川潤二（ジャーナリスト・古屋信二）に師事し、フリーランスの編集・脚本家となる。キャラクター設定と世界観設定に独自の視点を持ち、書籍・ゲーム・アニメ・映画などのコンテンツ制作に携わる。必要に応じ、コンテンツ開発企業に在籍。現在、講師業務のかたわら、映像企画の推進中。

## 作品

### アニメ
- TVアニメ「SDガンダムフォース」
- サンリオピューロランド・ライド「破壊大将軍あらわるザコ！」

### オリジナルゲーム
- バンプレストPSソフト「土器王紀」（ファミ通シルバー殿堂）
- バンプレストSSソフト「グランドレッド」

### 関与ゲーム
- バンプレストSFCソフト「バトルロボット烈伝」
- タイトーPS2ソフト「白中探険部」（ファミ通シルバー殿堂）
- セガPS2ソフト「サクラ大戦物語 〜ミステリアス巴里〜」
- メディアワークスPS2ソフト「双恋」
- トミーPS2ソフト「いちご100%」
- 元気PS2ソフト「任侠伝 渡世人一代記」
- セガDSソフト「ブラック・ジャック 火の鳥編」
- コナミDSソフト「NANA」
- バンダイナムコDSソフト「コードギアス 反逆のルルーシュ」
- アークシステムワークス「バスフィッシングWiiロクマル伝説」
- テクモDSソフト「DS山村美紗サスペンス」
- テクモDSソフト「DS西村京太郎サスペンス2」

### 書籍
- Kindleおもしろいストーリーをつくろう: 画創り・インパクト・プロットで考えるストーリー構造論（仮説）　マンガ・アニメ・ゲームのストーリー構築法 第三版: 映像とストーリーの構造論 (沼books)
- Kindleおもしろいストーリーをつくろう 別巻1: パクリとオリジナルのハザマ 元ネタのある創作 (沼books)
- 講談社超簡単！売れるストーリー＆キャラクターの作り方
- キネマ旬報社「おもしろい」映画と「つまらない」映画の見分け方
- キネマ旬報社「おもしろい」アニメと「つまらない」アニメの見分け方
- 講談社「まんが百科」シリーズ
  - 「スーパーマリオ大図鑑」
  - 「スーパーマリオ・ゲーム大百科」
  - 「ロックマン＆ロックマンXひみつ大百科」
  - 「ロックマン＆ロックマンX大図鑑」
  - シリーズ「スーパードンキーコング1・2・3大百科」
  - シリーズ「ストリートファイターIIひみつ百科」
- 講談社攻略本
  - 「バトルロボット烈伝」
  - 「SDヒーロー戦記」編集
- 講談社コミックボンボン「コンパチヒーロー」コミックシナリオ
- 講談社時代小説コミックス
  - 「捨て童子忠輝」編集
  - 「清水次郎長」編集
  - 「眠狂四郎・円月殺法」編集
  - 「柳生武芸帖」編集
- コナミ攻略本各種　編集

### 雑誌
- 講談社「ヒーローマガジン」
  - 連載コミック原作・世界観設定・シナリオ執筆
  - 「口絵」企画・執筆・編集
  - ふろく小冊子「大百科」シリーズ企画・執筆・編集
- バンプレストFCソフト「マイライフ マイラブ ぼくの夢わたしの願い」取扱説明書／同梱付録書籍「マイグッズ・マイグロース」
- バンプレスト ゲーム取扱説明書各種
- レッド・エンタテインメント「天外魔境2」販促ふろく「Far East of Eden研究序説」
- テクモ「デッドオアアライブパラダイス」取扱説明書
- 講談社「SDガンダムフォース秘密ファイル100」
- ソフトバンク「GAMEBLAST」ゲーム攻略記事
- ソフトバンク「ザ・プレイステーション」ゲーム攻略記事
- ソフトバンク「SEGA SATURN MAGAZINE」ゲーム攻略記事
- 講談社「覇王マガジン」ゲーム攻略記事
- 小学館「ゲーム・オン!」ゲーム攻略記事

## 職歴

### 企業在籍歴(※すべて退職済み)
- 株式会社水野プロダクション　営業/企画/コピーライター/編集グラフィック
- バハムート有限会社　代表取締役社長/ライター
- コナミ株式会社　企画・商品開発
- アルゼ株式会社　企画・開発　松竹アルゼコミュニケーション管理・係長
- シムス株式会社　開発部長
- テクモ株式会社　企画進行

### 講師歴
- バンタンゲームアカデミー　講師
- HAL東京　講師
- CG-ARTS協会　「シナリオライティングセミナー」講師
- 慶應義塾大学大学院メディアデザイン研究科「コンテンツリテラシー」講師
- シナリオ・アナリスト（映像産業振興機構：VIPO）